# جيمس فنسنت كيسي
جيمس فنسنت كيسي (بالإنجليزية: James Vincent Casey)‏ هو قسيس وضابط أمريكي، ولد في 22 سبتمبر 1914 في أوسيدج في الولايات المتحدة، وتوفي في 14 مارس 1986 في دنفر في الولايات المتحدة.

## وصلات خارجية
- جيمس فنسنت كيسي على موقع إن إن دي بي (الإنجليزية)